# Rodrigo Maciel de Luna
Rodrigo Maciel de Luna (24 de noviembre de 1987) es un deportista brasileño que compitió en judo. Ganó una medalla de bronce en el Campeonato Panamericano de Judo de 2011 en la categoría de –90 kg.

## Palmarés internacional
| Campeonato Panamericano | Campeonato Panamericano | Campeonato Panamericano | Campeonato Panamericano |
| Año                     | Lugar                   | Medalla                 | Categoría               |
| ----------------------- | ----------------------- | ----------------------- | ----------------------- |
| 2011                    | Guadalajara (México)    | Medalla de bronce       | –90 kg                  |